# A24 (Kasachstan)
Die A24 ist eine wichtige Straße in Kasachstan im Nordwesten des Landes. Die Straße ist eine Ost-West-Route von Aqtöbe über Yaysan bis zur Grenze nach Russland. Die A24 ist ein Teil des Westeuropa-Westchina-Verkehrskorridors.

## Straßenbeschreibung
Die A24 beginnt in der Stadt Aqtöbe, dem wichtigsten Knotenpunkt im Westen Kasachstans. Hier kreuzt sie neben der M32 auch die A25 und die A27. Die Route führt von Aqtöbe nach Norden und dann nach Westen entlang des Flusses Ileak. Das Gebiet besteht aus sanfter Steppe, mit einigen Anbauflächen entlang des Flusses Ileak. Nach etwa zwei Dritteln der Strecke folgt die Stadt Martuk und in der Nähe der Grenze zu Russland die Stadt Yaysan. Auf der russischen Seite führen lokale Straßen weiter nach Orenburg.

## Geschichte
Die A24 wurde im Jahr 2011 umnummeriert und ersetzt die alte sowjetische Route mit einer unbekannten Nummer von Aqtöbe nach Orenburg. Die Straße ist von regionaler Bedeutung.

## Großstädte an der Autobahn
- Aqtöbe
- Martuk
- Yaysan